# Matinera menuda coronada
La matinera menuda coronada (Schoeniparus dubius) és un ocell de la família dels pel·lorneids (Pellorneidae).

## Hàbitat i distribució
Habita garrigues, vegetació secundària i boscos al sud de Myanmar a Tenasserim.